# Wappen Wallis und Futunas

Wappen von Wallis und Futuna

Das Wappen Wallis und Futunas, des französischen Überseegebietes nordöstlich von Fidschi zeigt im roten Wappenschild im rechten Obereck die Flagge Frankreichs (Trikolore) und im Gegenquadranten auf Weiß ein durchgehendes rotes Andreaskreuz.
Das Wappen ähnelt der Flagge von Wallis und Futuna.